# Stine Primdahl
Stine Primdahl (født 23. marts 1988 i Fredericia) er en dansk skuespillerinde. Hun er opvokset i sin fødeby ved Lillebælt og har sidenhen boet i Aarhus og København.

## Karriere

### Teater
Stine Primdahl startede sin film-og teaterkarriere med roller på Teater Republique. Først i Vølvens Spådom (2012) - nomineret til Gríman - Islands teaterpris samme år og Snedronningen  i rollerne som Røverdatter og Gerda i Snedronningen  - Begge stykker instrueret af instruktør og teaterchef Martin Tulinius. I 2013 spillede hun Pia i Festen på Borreby Teater, inspireret af Thomas Vinterbergs film, instrueret af Lane Lind og efterfølgende flere forestillinger af Mette Marthinussen  - bl.a. Den guddommelige Komedie.

### Film og TV
Stine Primdahl fik sin tv-debut i 2012 på TLC/ Discovery Channel i forbindelse Crime Nights og samme år hovedrollen i kortfilmen Skuespilhuset  vist og produceret for DR. 
Efterfølgende medvirkede hun i en række kortfilm bl.a. Fremmed; udtaget blev til talentfilm ved Århus Filmfestival og piloten Pinde og Pistoler 
I 2016 fik hun spillefilmsdebut i Klassefesten - Dåben af Birger Larsen.

## Uddannelse
Stine Primdahl har gået på Skuespillerskolen Ophelia (2010-2013)